# Vitályos Ildikó

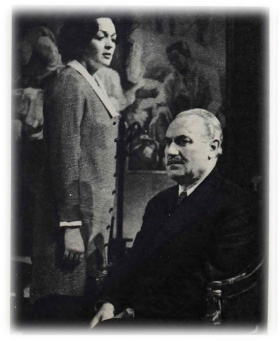
Senkálszky Endrével 1973-ban

 Vitályos Ildikó (Erzsébetváros, 1935. április 8. – Kolozsvár, 2018. február 8.) erdélyi magyar színésznő.

## Életútja
A család legkisebb gyerekeként született. Édesapja dr. Vitályos Gábor táblabíró, édesanyja Farkas Ilona tanítónő volt. 1940-ig, a második bécsi döntésig szülővárosában élt a családjával. Miután Dicsőszentmárton Magyarország határain kívül esett, a szülők úgy döntöttek, hogy Marosvásárhelyre költöznek.
Ötéves korától a szülei franciaórára járatták, zongorázni tanult a Kultúrpalotában, és rendszeresen járt táncórákra. Az első és második elemi osztályt a helyi református leányiskolában kezdte, de a háború kitörésével népi iskolába került. Az édesanyjának járó lapok (Magyar Úriasszonyok Lapja, Új idők, Színház és Mozi) és a városi mozi hatására alakult ki benne a színház iránti érdeklődés. Tanulmányait a marosvásárhelyi leánygimnáziumban, majd a sepsiszentgyörgyi lány-Mikóban folytatta bentlakóként.
1952 őszén a családot a Securitate kilakoltatta a Deák Farkas utcai házból, így Sepsiszentgyörgyre, az anya szülőházába költöztek. Egy – az apa hivatásával kapcsolatos – félreértés következtében nem hagyták érettségizni, így a tizenkettedik osztály második felében az esti líceumba iratkozott be, és elment dolgozni mint titkárnő a helyi borvízpalackozó céghez.

### Színészi pályája
1954-ben bejutott a Szentgyörgyi István Színművészeti Főiskolára, Kolozsvárra, ahol tanárai Delly Ferenc, Bisztrai Mária, Kovács György, Lohinszky Loránd voltak. A másodév megkezdése előtt a főiskolát Marosvásárhelyre költöztették, a Köteles Sámuel utcába, 1955-ben már itt folytatta az egyetemet. A főiskola utolsó évében Dauer András, a nagyváradi színház igazgatója felkérte, hogy szerződjön a társulatához.
1957-től tizenegy évig a nagyváradi színház színésze volt. A társulat vásárhelyi vendégszereplése alkalmával Kovács György felkérte, hogy Madách Imre tragédiájában, Kolozsvárott játssza el Éva szerepét. Az 1965-ös Rappaport Ottó-rendezés nagy sikert aratott. Három évig vendégszerepelt Kolozsváron az átszerződés előtt. 1968-tól a kolozsvári színház társulatának tagja lett. Itt a Szabó József rendezte Kegyenc előadásban Júlia szerepével debütált.
A szakma a Sánta angyalok utcája című, Szabó József rendezte 1972-es előadás Böske szerepének megformálását tartja egyik legnagyobb alakításának. Kolozsvári pályája lezárásának Tompa Miklós 1990-es, utolsó rendezésében, a Bernarda Alba házában eljátszott címszerepét tekinti. 1995-ben vonult nyugalomba. Ugyanebben az évben megkapta a Szentgyörgyi István-díjat. Utoljára 1996-ban, a székelyudvarhelyi Tomcsa Sándor Színház nyitóelőadásán, a Nem élhetek muzsikaszó nélkülben lépett színpadra Zsani néni szerepében.
Nyugdíjazása után Kolozsváron élt, de szülővárosában temették el.

### Szerepei
A Színházi adattárban regisztrált bemutatóinak száma: 18..

#### A főiskolán
- Szereplő – Gyárfás Miklós: Koratavasz (Rendező: Tompa Miklós), 1955. 05. 27.
- Anarda – Lope de Vega: A kertész kutyája (Rendező: Kőmíves Nagy Lajos), 1956. 01. 06.
- Szereplő – C. Goldoni: Mirandolina (Rendező: Tompa Miklós), 1957. 01. 21.
- Szereplő – M. Sebastian: Névtelen csillag (Rendező: Tompa Miklós), 1957. 06. 08.

#### A Nagyváradi Állami Színházban
- Tercsi – Jókai Mór – I. Schnitzler: A cigánybáró (Rendező: Gróf László), 1957. 09. 15.
- Éva – Szabó Lajos: Menekülés (Rendező: Gábor József), 1957. 10. 08.
- Linda – A. Stein: Hotel Astoria (Rendező: Szombati Gille Ottó), 1957. 10. 31.
- Melinda – Katona József: Bánk bán (Rendező: Gróf László), 1958. 04. 05.
- III. szobalány – Szálljon a dal (Rendező: Gróf László), 1958. 02. 22.
- Mirandolina – C. Goldoni: A fogadósné (Rendező: Bárdi Teréz), 1958. 10. 23.
- Eliza – L. Demetris: Hárim nemzedék (Rendező: Szombati Gille Ottó), 1958. 11. 23.
- Zilia – Heltai Jenő: Néma levente (Rendező: Szombati Gille Ottó), 1959. 08. 15.
- Varja – K. Szimonov: Legény a talpán (Rendező: Szombati Gille Ottó), 1959. 12. 04.
- Elena Herescu – D. Dorian: Ha egyszer megkérdeznék (Rendező: Gábor József), 1960. 02. 18.
- Boronkayné – Móricz Zsigmond – Móricz Virág – Thurzó Gábor: Rokonok (Rendező: Szombati Gille Ottó), 1960. 03. 30.
- Diana – A. Mirodan: A hírhedt 702-es (Rendező: Szombati Gille Ottó), 1960. 12. 05.
- Flora – A. Voitin: Emberek, akik hallgatnak (Rendező: Gábor József), 1961. 04. 08.
- Lizocska – Al. Szalinszkij: Nyila (Rendező: Szombati Gille Ottó), 1961. 11. 04.
- Marcela – Lope de Vega: A kertész kutyája (Rendező: Szombati Gille Ottó), 1961. 06. 15.
- Antigóné – Szophoklész: Antigoné (Rendező: Szombati Gille Ottó), 1962. 01. 11.
- Corina Tone – Al. Stefănescu: Forró kamra (Rendező: Gábor József), 1962. 04. 04.
- Nelli – H. Lovinescu: Láz (Rendező: Szombati Gille Ottó), 1962. 10. 14.
- Eboli hercegnő – Fr. Schiller: Don Carlos (Rendező: Borbáth Magda), 1962. 06. 26.
- Júlia – Hubay Miklós – Vass István: Egy szerelem három éjszakája (Rendező: Borbáth Magda), 1963. 01. 26.
- Mária – L. Demetrius: Visszatérés az álmokból (Rendező: Szombati Gille Ottó), 1963. 10. 13.
- Rozika – Móricz Zsigmond: Úri muri (Rendező: Szabó József), 1964. 02. 20.
- Mónika – Földes Mária: Baleset az Új utcában (Rendező: Borbáth Magda), 1964. 04. 09.
- Lady – T. Williams: Orpheust alászáll (Rendező: Szabó József), 1964. 10. 03.
- Ismeretlen nő – M. Sebastian: Névtelen csillag (Rendező: Szabó József), 1964. 12. 13.
- Éva – B. Brecht: Puntila úr és szolgája, Matti (Rendező: Borbáth Magda), 1965. 04. 25.
- Olympia – Molnár Ferenc: Olympia (Rendező: Szabó József), 1965. 06. 17.
- Elizabeth Proctor – A. Miller: Salemi boszorkányok (Rendező: Szombati Gille Ottó), 1965. 12. 19.
- Epifania Ognisanti – G. B. Shaw: A milliomosnő (Rendező: Szombati Gille Ottó), 1966. 04. 07.
- Tofana – M. Sorbul: Szenvedély (Rendező: Borbáth Magda), 1966. 12. 15.
- Magdaléna – Al. Mirodan: A boldogságfelelős (Rendező: Szombati Gille Ottó), 1967. 03. 05.
- Teréz – Méhes György: 33 névtelen levél (Rendező: Borbáth Magda), 1967. 03. 26.
- Neuburgi Márta – V. Hugo: Királyasszony lovagja (Rendező: Farkas István), 1967. 06. 24.
- Tilitta – Méhes György: Barbár komédia (Rendező: Szabó József), 1967. 10. 21.
- Máli – Mikszáth Kálmán – Benedek András – Karinthy Ferenc: A Noszty fiú esete Tóth Marival (Rendező: Borbáth Klára), 1968. 06. 16.

#### A Kolozsvári Állami Magyar Színházban
- Éva (mint vendég) – Madách Imre: Az ember tragédiája (Rendező: Rappaport Ottó), 1965. 11. 26.
- Júlia – Illyés Gyula: Kegyenc (Rendező: Szabó József), 1968. 11. 29.
- Hilda – J.-P. Sartre: Az ördög és a jóisten (Rendező: Rappaport Ottó), 1969. 02. 26.
- Boriska – Heltai Jenő: A Tündérlaki lányok (Rendező: Horváth Béla), 1969. 06. 06.
- Annie – Molnár Ferenc: Játék a kastélyban (Rendező: Rappaport Ottó), 1969. 10. 28.
- Lady Bracknell – O. Wilde: Hazudj igazat – Bunbury (Rendező: Rappaport Ottó), 1970. 05. 22.
- Alina – P. Everac: Az albérlő (Rendező: Rappaport Ottó), 1970. 12. 11.
- Raymonde – G. Feydau: Bogár a fülben (Rendező: Liviu Ciulei), 1971. 05. 24.
- Elena – S. Fărcăşan: A Soveja-ügy (Rendező: Rappaport Ottó), 1971. 11. 19.
- Szofja – M. Gorkij: Az utolsók (Rendező: Anatol Constantin), 1972. 03. 08.
- Jenny – E. Albee: Mindent a kertbe (Rendező: Rappaport Ottó), 1972. 03. 12.
- Mona – M. Sebastian: Névtelen csillag (Rendező: Bereczky Péter), 1972. 04. 07.
- Böske – Bálint Tibor: Sánta angyalok utcája (Rendező: Szabó József), 1972. 05. 05.
- Marta – T. Popovici: Hatalom és igazság (Rendező: Bán Ernő), 1973. 02. 07.
- Ortenzia – C. Goldoni: A fogadósnő (Rendező: Bán Ernő), 1973. 06. 16.
- Uránia – Molière: A Nők iskolájának bírálata (Rendező: Márton János), 1974. 02. 17.
- Hedda Gabler – H. Ibsen: Hedda Gabler (Rendező: Rappaport Ottó), 1974. 06. 12.
- Lidike – Jókai Mór–Méhes György: A nagyenyedi két fűzfa (Rendező: Horváth Béla), 1975. 02. 28.
- Ilona – Méhes György: Drágalátos gyermekeim (Rendező: Horváth Béla), 1976. 02. 17. vendégjáték

#### Sepsiszentgyörgyön
- Claire Zachanassian – Fr. Dürrenmatt: Az öreg hölgy látogatása (Rendező: Kiss Attila)
- Armida – E. De Filippo: Várnak még kísértetek (Rendező: Horváth Béla), 1976. 12. 15.
- Baradlayné – Jókai Mór: A kőszívű ember fiai (Rendező: Dehel Gábor, Márton János), 1978. 01. 27.
- Erika – Örkény István: Kulcskeresők(Rendező: Major Tamás), 1978. 05. 03.
- Iokaszté – Szophoklész: Oidipusz király (Rendező: Senkálszky Endre), 1978. 11. 07.
- Eurüdiké – Szophoklész: Antigoné (Rendező: Senkálszky Endre), 1979. 01. 29.
- Vaszilissza – M. Gorkij: Éjjeli menedékhely (Rendező: Harag György), 1979. 03. 21.
- Eugénia – Molnár Ferenc: Olympia (Rendező: Horváth Béla), 1979. 06. 02.
- Dacia – T. Muşatescu: Titanic keringő (Rendező: Aurel Manea), 1979. 11. 09.
- Málcsi – Móricz Zsigmond: Nem élhetek muzsikaszó nélkül (Rendező: Harag György), 1980. 03. 28.
- Nő – Szophoklész: Élektra (Rendező: Senkálszky Endre), 1980. 12. 27.
- Heléna – Euripidész: Oresztész (Rendező: Senkálszky Endre), 1980. 12. 27.
- Bíróné – Nóti Károly–Köllő Béla: Nyitott ablak (Rendező: Horváth Béla), 1981. 01. 02.
- Phaedra – Euripidész: Hippolütosz (Rendező: Senkálszky Endre), 1981. 10. 14.
- Nő – Euripidész: Fönciai nők (Rendező: Senkálszky Endre), 1981. 10. 14.
- Champigny báróné – E. Labiche–M. Michel: Olasz szalmakalap (Rendező: Harag György), 1982. 03. 10.
- Valéria – G. Scarnici–R. Tarabusi: Kaviár és lencse (Rendező: Victor Tudor Popa), 1983. 01. 22.
- Elena – C. Cubleşan: Csábítás (Rendező: Aurel Manea), 1983. 10. 26.
- Márta – Csiky Gergely: A kaviár (Rendező: Márton János), 1983. 11. 25.
- Irma – Dehel Gábor: Az ártatlan (Rendező: Tompa Gábor), 1984. 07. 09.
- Amadine – G. Feydeau: Zsákbamacska (Rendező: Tompa Gábor), 1984. 11. 30.
- Ilona – Méhes György: Drága gyermekeim (Rendező: Dehel Gábor), 1986. 12. 05.
- Gaby – R. Thomas: Nyolc nő (Rendező: Dehel Gábor) 1987. 04. 14.
- Chiriţa ténsasszony – V. Alecsandri: Két kisasszony s egy ténsasszony (Rendező: Kovács Ildikó), 1987. 04. 17.
- Agatha – Sir A. W. Pinero: A rendőrbíró (Rendező: Salat Lehet), 1988. 02. 26.
- Baradlayné, Antoinette – Jókai Mór–Dehel Gábor–Márton János: A kőszívű ember fiai (Rendező: Dehel Gábor), 1989. 06. 25.
- Catinca Gorăscu – H. Lovinescu: Boga nővérek (Rendező: V. A. Vîţă), 1989. 12. 17.
- Bernadra – F. García Lorca: Bernarda Alba háza (Rendező: Tompa Miklós), 1990. 10. 26.
- Manci – Heltai Jenő: Naftalin (Rendező: Tompa Gábor), 1990. 11. 23.
- Margarita – Ny. Erdman: Az öngyilkos (Rendező: Seprődi Kiss Attila), 1991. 12. 13.
- Cicoma – Lázár Ervin: Bab Berci kalandjai (Rendező: Mózes István), 1992. 09. 26.
- Ráhel grófnő – Hunyady Sándor: Erdélyi kastély (Rendező: Dehel Gábor), 1993. 04. 14.
- Máli néni – Füst Milán: Máli néni (Rendező: Árkosi Árpád), 1994. 10. 08.

#### A székelyudvarhelyi Tomcsa Sándor Színházban
- Zsani néni – Móricz Zsigmond: Nem élhetek muzsikaszó nélkül (Rendező: Merő Béla), 1998. november 6.

#### Pódiumműsorok
- Összeállítás Vlagyimir Majakovszkij verseiből (Rendező: Bárdi Teréz), 1959. 10. 24.
- Csehov-est (Rendező: Szombati Gille Ottó), 1960. 01. 28.
- József Attila-est (Rendező: Halasi Gyula), 1960. 05. 28.
- Összeállítás Arany János verseiből (Rendező: Kelemen István), 1967. 04. 11.
- Madách-emlékműsor (Rendező: Rappaport Ottó), 1973. 03. 22.
- Kós Károly 90. éves (Rendező: Bán Ernő), 1974. 01. 11.
- Újévi ajándékműsor (Rendező: Dehel Gábor–Tompa Gábor), 1988. 12. 31.
- Herkules bonbon (Rendező: László Gerő), 1990. 12. 30.
- Miért múlik el minden, ami szép? (Rendező: Csíky András–László Gerő), 1991. 12. 31.